# PriFilmFest

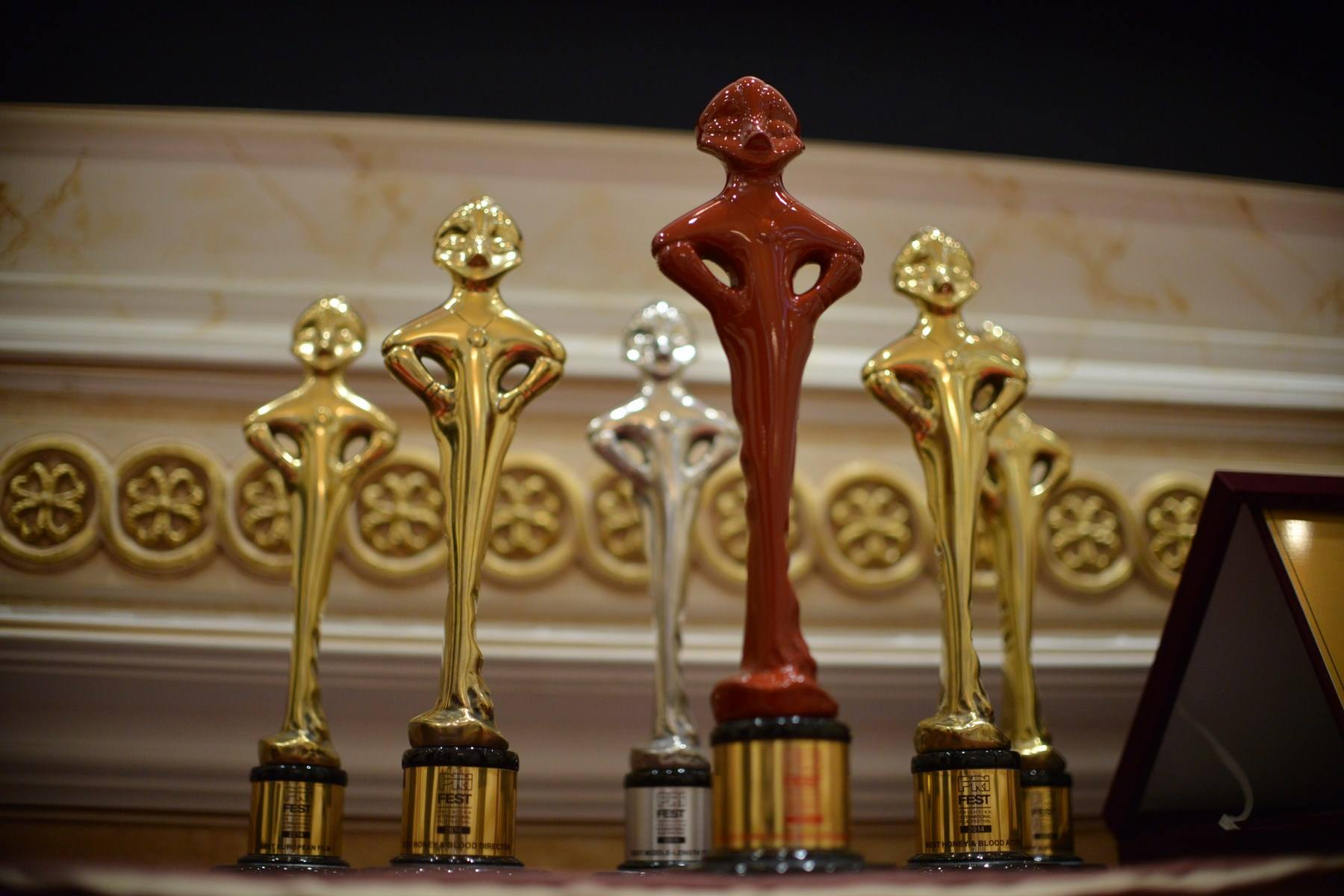
PriFilmFest, Preise (2014)

Das Prishtina International Film Festival (PriFilmFest) (dt. Internationale Filmfestspiele Pristina) ist ein jährlich in Pristina stattfindendes Filmfestival. Das 1. PriFilmFest fand im September 2009 statt.

## Geschichte
Das PriFilmFest findet seit 2009 in Pristina statt. Die Präsidentin der Filmfestspiele ist Vanessa Redgrave. Jährlich wird die Hyjnesha e artë (englisch Golden Goddess, deutsch Goldene Göttin) verliehen, welche ebenfalls auf dem Wappen von Pristina abgebildet ist. Die Preisträger werden durch eine internationale Jury gewählt. Ebenfalls wird ein Publikumspreis verliehen. Das Festival findet jährlich im Nationaltheater von Kosovo statt.

## Preise und Auszeichnungen
- Hyjnesha e artë für den besten Film
- Spezialpreis der Jury
- Hyjnesha e artë für den besten Regisseur
- Hyjnesha e artë für den besten Hauptdarsteller
- Hyjnesha e artë für die beste Hauptdarstellerin
- Publikumspreis
- Spezialpreis der Jury für den besten Film